# Relaciones Argelia-Chile

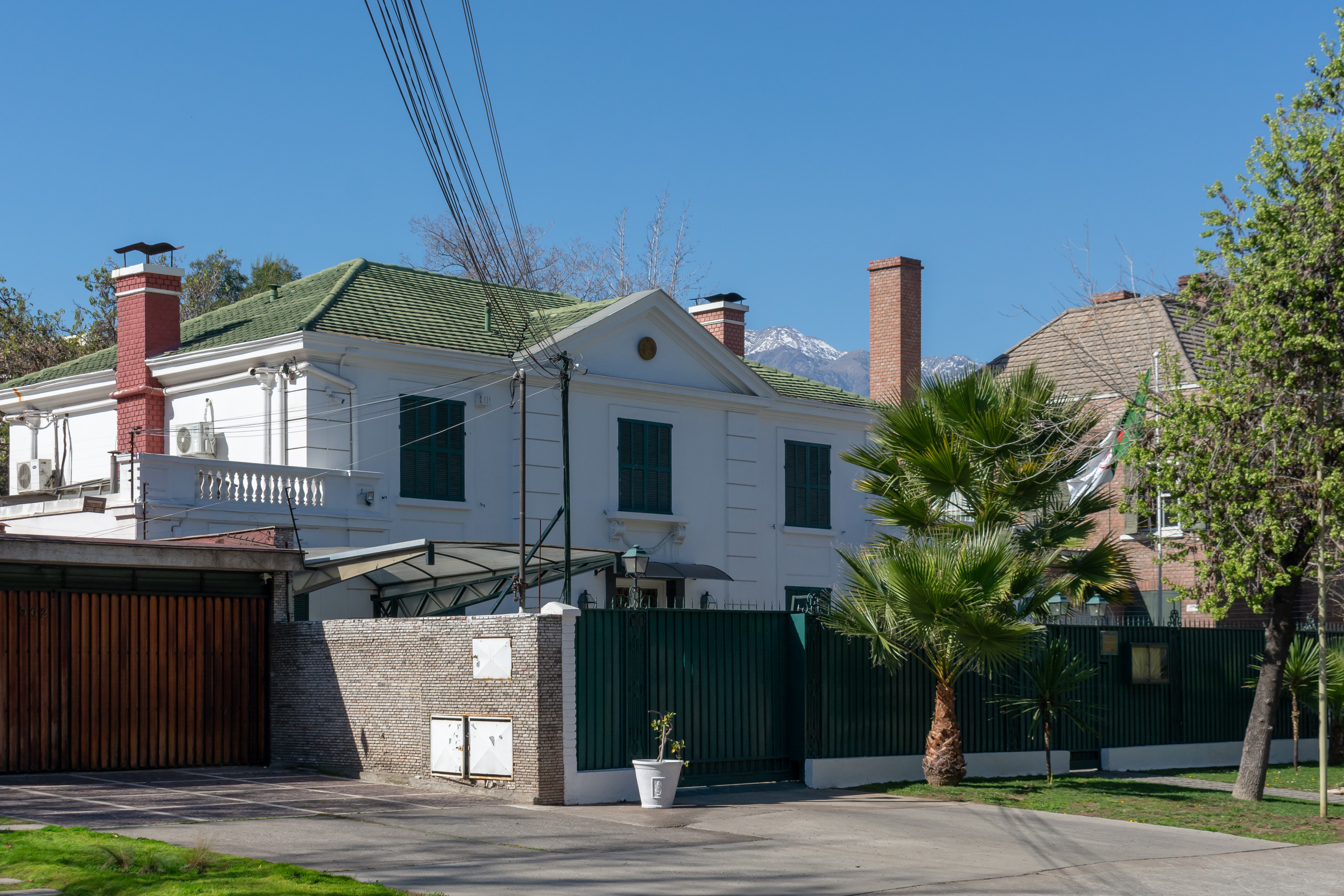
Embajada de Argelia en Santiago.

Las relaciones Argelia-Chile son las relaciones internacionales entre la República Democrática Popular de Argelia y la República de Chile.  Las relaciones entre ambos países son de entendimiento y cooperación, lo que se observa particularmente en la esfera multilateral.

## Historia
Las relaciones entre ambos países se iniciaron un año después de la independencia definitiva de Argelia, específicamente el 4 de junio de 1963. Chile designó como su primer embajador en el país norteafricano a Eugenio Velasco Letelier, también representante ante Túnez y Marruecos. En 1964, presentó credenciales ante el gobierno de Jorge Alessandri Rodríguez  el primer embajador de Argelia en Chile, Ahuadou Gheras. Estas se estrecharon durante el gobierno de Salvador Allende (1970-1973), en atención a la cercanía ideológica y al énfasis que durante dicho período ambos países ponen en su política exterior en las corrientes tercermundistas y antiimperialistas como el Grupo de los 77 y el Movimiento de Países No Alineados. Las relaciones se interrumpieron tras el golpe de Estado en Chile en septiembre de 1973, al tiempo que Argelia recibe en su territorio a algunos centenares de chilenos que salen al exilio, dándoles acogida y cabida en el quehacer nacional. Las relaciones se reanudaron en 1990 con el restablecimiento de la democracia en Chile, a nivel de embajadas concurrentes desde Túnez y Argentina, respectivamente. Actualmente, ambos países mantienen Embajadas residentes: Chile abrió la suya en Argel en junio de 2001, lo que correspondió Argelia en Santiago de Chile en junio de 2002.
El 16 de mayo de 2005 se firmó entre ambos países un memorándum de entendimiento para el establecimiento del mecanismo de consultas políticas entre ambas Cancillerías. Ese mismo año, se suscribió un Acuerdo de Cooperación de Minas y Energía, previéndose una comisión mixta. En 2010 se firmó en Argel el protocolo relativo a la devolución de las cotizaciones de jubilación de los trabajadores asalariados que trabajaron en Argelia y en Chile durante el exilio político durante el Régimen Militar de Chile.
A nivel político, además del mecanismo de consultas, existe un Grupo Interparlamentario Binacional de Amistad Chileno-Argelino, mientras que en el ámbito comercial se ha establecido un Consejo de Negocios Chile-Argelia, que organiza encuentros entre empresarios de ambos países para promocionar sus respectivos productos.

### Visitas oficiales
En 2005, el presidente argelino Abdelaziz Bouteflika, realizó una visita de Estado a Chile, siendo recibido por el mandatario Ricardo Lagos Escobar, ocasión en que firmaron acuerdos de cooperación bilateral en materia de gestión de recursos mineros e hidrocarburos y un memorándum de acuerdo entre las empresas nacionales petroleras de ambos países, ENAP y Sonatrach.

## Relaciones comerciales
En 2015 las exportaciones chilenas a Argelia alcanzaron los 4 millones de dólares estadounidenses, destacando fuertemente los envíos de manzanas y de frutas en general. En tanto, las importaciones desde Argelia, para el mismo período, alcanzaron los 3,7 millones de dólares estadounidenses, casi en su totalidad compuestas por amoniaco. En 2023, el intercambio comercial entre ambos países ascendió a los 8 millones de dólares estadounidenses, aunque casi en su totalidad constaron de exportaciones chilenas a Argelia. Así, los principales productos exportados por el país sudamericano fueron nueces, carragenina y frutas secas.

## Misiones diplomáticas
- Argelia tiene una embajada en Santiago de Chile.[10]

- Chile tiene una embajada en Argel.[11]